# Swift Motor Components
Swift Motor Components Limited war ein britischer Hersteller von Automobilen.

## Unternehmensgeschichte
Javan Swift gründete 1970 das Unternehmen in Birstall in der Grafschaft Leicestershire. Als Adresse werden sowohl die Park Road 85 als auch die Sibson Road genannt. Die Produktion von Automobilen und Kits begann. Der Markenname lautete Ufo. 1971 endete die Produktion. Insgesamt entstanden etwa 22 Exemplare. Die Verbindung zu UFO Cars aus dem gleichen Ort, der in der gleichen Zeit in der Branche tätig war, ist nicht bekannt.

## Fahrzeuge
Das Modell Buggy war ein VW-Buggy. Das Fahrgestell eines VW Käfer bildete die Basis. Verschiedene Ausführungen wie Strip, Strip Burner und Sunstrip Burner standen zur Auswahl. Die Preise für einen Bausatz betrugen zwischen 130 Pfund und 375 Pfund.
Der Doodlebug war eine Art Hot Rod. Auch er basierte auf dem Fahrgestell des VW Käfer.